# 東大阪市立枚岡東小学校
東大阪市立枚岡東小学校（ひがしおおさかしりつ ひらおかひがししょうがっこう）は、大阪府東大阪市立花町にある公立小学校。

## 通学区域
- 出雲井町、出雲井本町、立花町、豊浦町、額田町、東豊浦町、東山町11～12番、13番11～30号、14番13～31号、15～21番、山手町[1]

## 進路状況
ほとんどの児童は東大阪市立枚岡中学校へ進学するが、国私立中学校へ進学する児童もいる。

## 著名な出身者
- 山中伸弥（医学者） - 2012年ノーベル生理学・医学賞受賞　※4年生時に奈良市立青和小学校へ転出